# Бензиномјер
Бензиномјер (бензиномер) је направа за мјерење количине бензина или других течних горива у резервоарима моторних возила која користе мотор са унутрашњим сагоријевањем.
Састоји се од сљедећих дијелова: давач (сензор, осјетило) и показивач. Давач или сензор мјери висину течности у резервоару, а показивач приказује измјерену вриједност на скали.
По начину рада се могу подијелити на механичке, електромеханичке, хидростатичке и електричне (електронске) бензиномјере.
Механички бензиномјери користе пловак, који се помјера у складу са површином горива у резервоару. Ово се механички преноси на показивач. Електромеханички бензиномјери користе потенциометар везан за пловак. Хидростатички бензиномјери мјере разлику притиска горива на дну резервоара и ваздуха на врху резервоара, а показивач је манометарског типа. Електрични (електронски) бензиномјер су разни. Чест је капацитивни тип, који мјери капацитет између двије плоче сонде уроњене у резервоар. Капацитет постаје све мањи како се резервоар празни, и ово се приказује на показивачу послије обраде сигнала.